# Герб Ріо-Гранді-ду-Норті
Герб Ріо-Гранді-ду-Норті — геральдична емблемою та одним з офіційних символів бразильського штату Ріу-Гранді-ду-Норті, як встановлено статтею 12 Конституції штату.

## Історія
Герб був створений Указом 201 від 1 липня 1909 року під час правління губернатора Альберто Мараньяо (1908—1914), розроблений і намальований скульптором Корбініано Віласа. Він складається з кокосової пальми ліворуч, дерева карнауби праворуч, цукрової тростини та бавовнику у главі щита, останні два представляють флору. Є також море, з янгадою, що символізує риболовлю та видобуток солі.

## Геральдичний опис
Герб Ріо-Гранді-ду-Норті описується у статті 1 Указу № 201/1909 так:
Герб штату Ріу-Гранді-ду-Норті являє собою пересічений на дві третини висоти щит, на нижньому полі якого море, по якому пливе пліт рибалок, що уособлює соляну та рибну промисловість. У верхній третині у срібному полі по дві квітки з боків і в центрі дві бавовняні коробочки. По периметру щита на всю його висоту розташовані кокосова пальма ліворуч і карнаубська пальма праворуч, стовбури яких з'єднані двома цукровими тростинами, перев'язаними стрічкою з національними кольорами. Як в оздобленні щита, так і в емблемах, виконаних у природних кольорах, представлено основний рослинний світ держави. Щит увінчує біла зірка, що символізує Ріу-Гранді-ду-Норті у складі Бразильського Союзу.

## Попередні герби
Під час панування Нідерландів на північному сході уряд тодішнього графа Маурісіо де Нассау організував і надав герби капітанствам і палатам правосуддя в 1638 році. Для капітанства Ріо-Гранде (нині Ріо-Гранді-ду-Норті) було надано герб, де:
"Ріо-Гранде символізує відповідна річка з (sic) страусом [ему], яких багато на її березі."
Нанду, характерний птах регіону, з трьома хвилями біля ніг, що, ймовірно, символізує річку Потенджі або Асу. Ему є типовим птахом біома серрадо, який у той час також зустрічався у великій кількості в цих ландшафтах. Над щитом зображена копія корони, що натякає на голландський домен, і оточена вінком із квітів і апельсинових фруктів, що є явним посиланням на важливу політичну роль дому Оранж-Нассау в політичному житті Республіки семи об'єднаних провінцій Нідерландів.

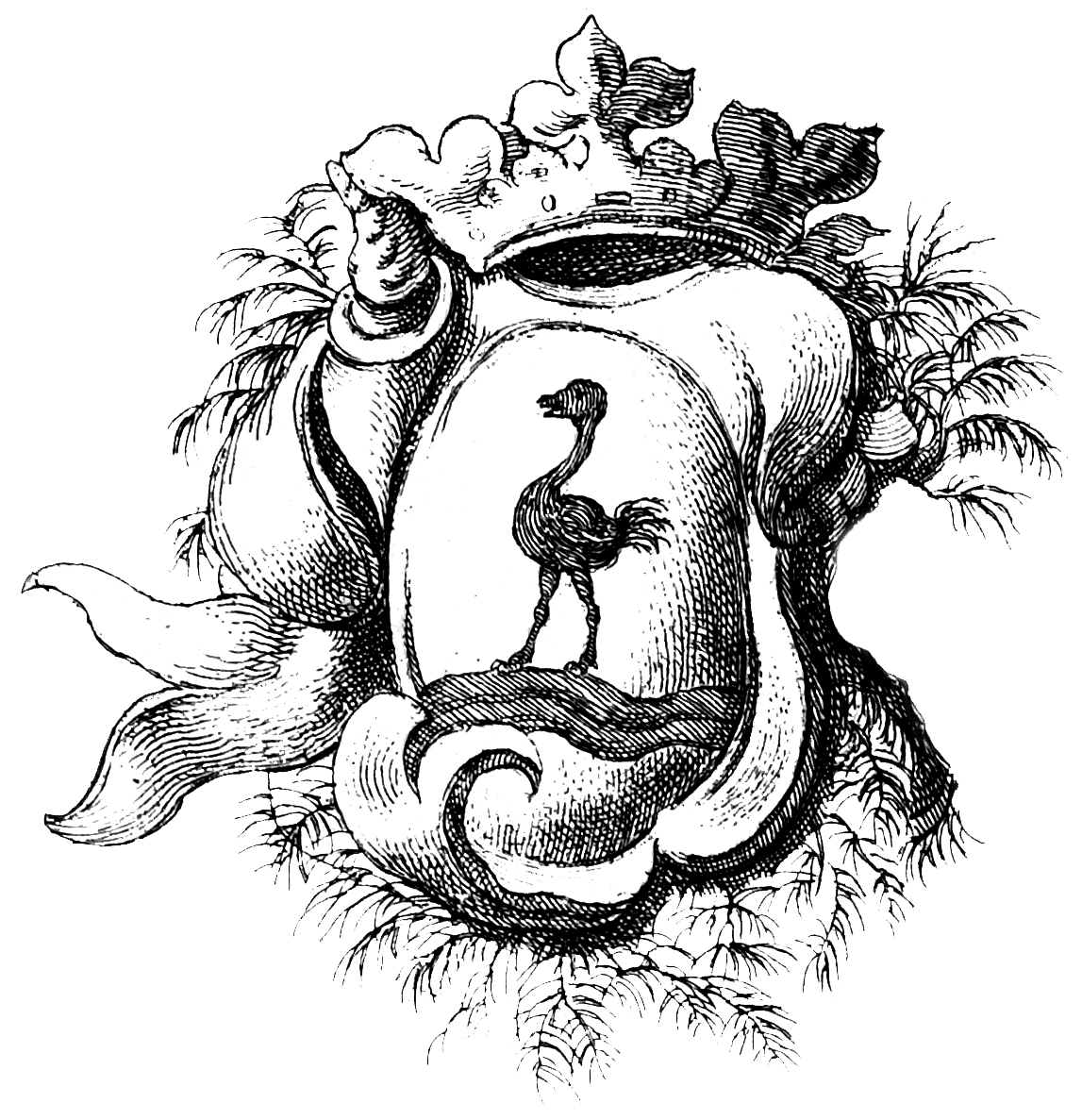
Герб капітанства Ріо-Гранде, як показано на фронтисписі «Rerum per otennium in Brasilia» Гаспара Барлеу.
Герб Ріо-Гранді-ду-Норті, розфарбований відповідно до акварельного видання «Rerum per octennium in Brasilia», доступного в Національній бібліотеці.
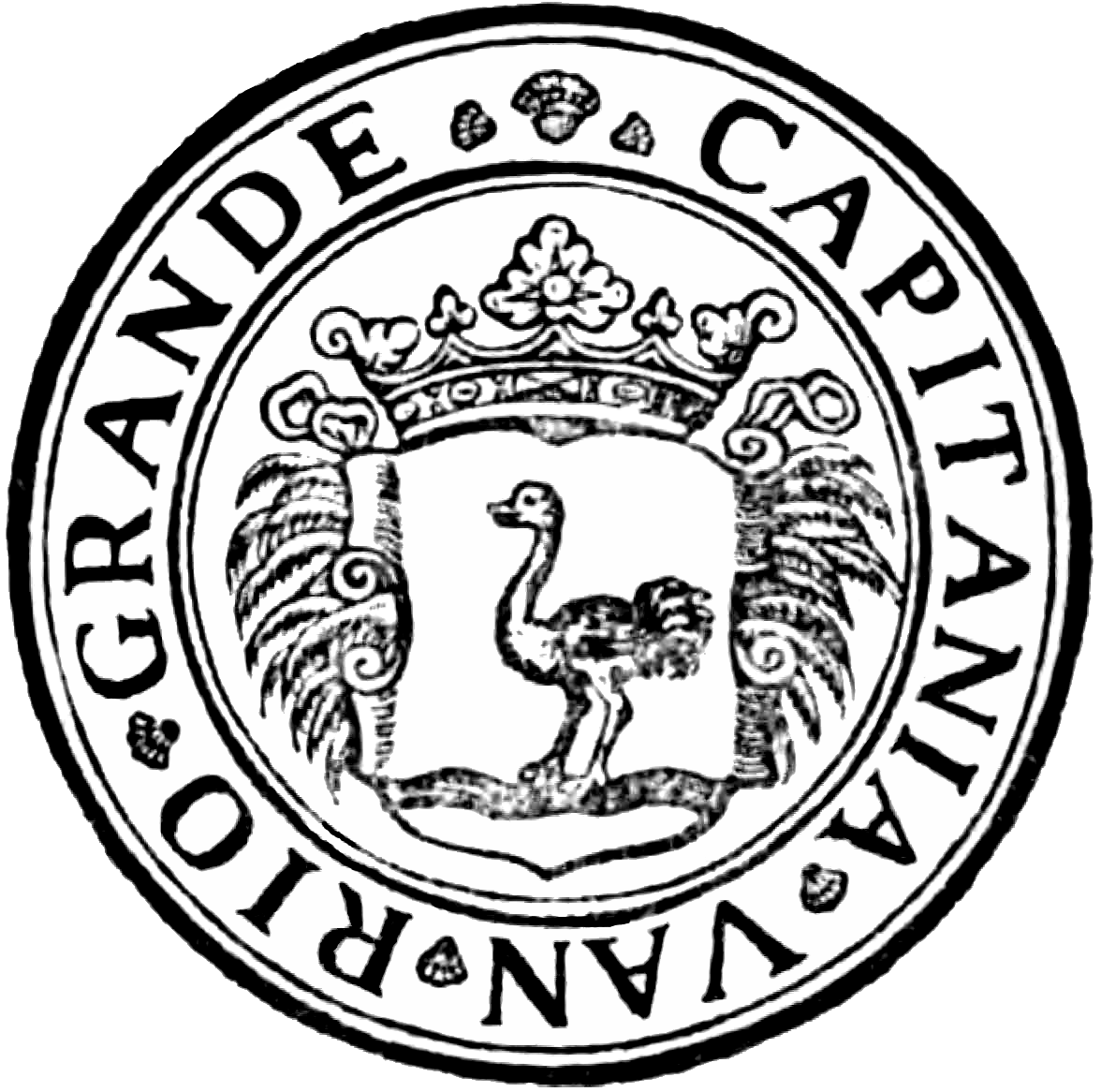
Печатка капітанства Ріо-Гранде [ду-Норте] під час правління Нідерландів.

Метали чи кольори гербів голландської Бразилії визначити неможливо, оскільки гравюри не показують вказівок на емалі за допомогою пунктирних засобів або традиційного фону геральдики. У деяких примірниках принцепсового видання твору Гаспара Барлеу «Rerum per octennium in Brasilia» вони показують щити, пофарбовані аквареллю, але у довільний спосіб і, іноді, з грубим порушенням геральдичних правил. На копії цієї роботи, доступній у Національній бібліотеці Бразилії, щит Ріо-Гранді-ду-Норті пофарбований у золотий колір із хвилями синього, білого та синього кольорів.